# Duca di Chiablese
Il Duca di Chiablese (in francese: Duc de Chablais) era un titolo sussidiario del Duca di Savoia e in seguito del Re di Sardegna, entrambi Capi di Casa Savoia. Il titolo traeva la denominazione dalla provincia del Chiablese, la cui capitale era Thonon-les-Bains e i cui territori fanno oggi parte della regione francese di Alta Savoia e dei cantoni svizzeri di Vallese e Vaud.
Sebbene, dunque, sia un titolo appartenente alla corona di Casa Savoia, esso venne concesso a titolo onorifico ad alcuni membri minori della dinastia. Il titolo venne concesso quattro volte a quattro diversi membri della famiglia, ma nessuno di loro ebbe figli per fargli ereditare il titolo.

## Duca di Chiablese, I creazione (1705)
| Detentore                    | Ritratto | Stemma | Nascita          | In carica        | In carica        | Morte            | Matrimonio & Discendenza | Per concessione di suo padre                                                      | N. |
| Detentore                    | Ritratto | Stemma | Nascita          | Dal              | Al               | Morte            | Matrimonio & Discendenza | Per concessione di suo padre                                                      | N. |
| ---------------------------- | -------- | ------ | ---------------- | ---------------- | ---------------- | ---------------- | ------------------------ | --------------------------------------------------------------------------------- | -- |
| Emanuele Filiberto di Savoia |          |        | 1º dicembre 1705 | 1º dicembre 1705 | 19 dicembre 1705 | 19 dicembre 1705 | –                        | Vittorio Amedeo II di Savoia, duca di Savoia (poi re di Sicilia e re di Sardegna) |    |

## Duca di Chiablese, II creazione (1733)
| Detentore                          | Ritratto | Stemma | Nascita        | In carica      | In carica        | Morte            | Matrimonio & Discendenza | Per concessione di suo padre                 | N. |
| Detentore                          | Ritratto | Stemma | Nascita        | Dal            | Al               | Morte            | Matrimonio & Discendenza | Per concessione di suo padre                 | N. |
| ---------------------------------- | -------- | ------ | -------------- | -------------- | ---------------- | ---------------- | ------------------------ | -------------------------------------------- | -- |
| Carlo Francesco Romualdo di Savoia |          |        | 23 luglio 1733 | 23 luglio 1733 | 28 dicembre 1733 | 28 dicembre 1733 | –                        | Carlo Emanuele III di Savoia, re di Sardegna |    |

## Duca di Chiablese, III creazione (1741)
| Detentore           | Ritratto | Stemma | Nascita        | In carica      | In carica      | Morte          | Matrimonio & Discendenza           | Per concessione di suo padre                 | N. |
| Detentore           | Ritratto | Stemma | Nascita        | Dal            | Al             | Morte          | Matrimonio & Discendenza           | Per concessione di suo padre                 | N. |
| ------------------- | -------- | ------ | -------------- | -------------- | -------------- | -------------- | ---------------------------------- | -------------------------------------------- | -- |
| Benedetto di Savoia |          |        | 21 giugno 1741 | 21 giugno 1741 | 4 gennaio 1808 | 4 gennaio 1808 | Maria Anna di Savoia nessun figlio | Carlo Emanuele III di Savoia, re di Sardegna |    |

## Duca di Chiablese, IV creazione (1851)
| Detentore               | Ritratto | Stemma | Nascita       | In carica     | In carica      | Morte          | Matrimonio & Discendenza | Per concessione di suo padre                                     | N. |
| Detentore               | Ritratto | Stemma | Nascita       | Dal           | Al             | Morte          | Matrimonio & Discendenza | Per concessione di suo padre                                     | N. |
| ----------------------- | -------- | ------ | ------------- | ------------- | -------------- | -------------- | ------------------------ | ---------------------------------------------------------------- | -- |
| Carlo Alberto di Savoia |          |        | 2 giugno 1851 | 2 giugno 1851 | 22 giugno 1854 | 22 giugno 1854 | –                        | Vittorio Emanuele II di Savoia, re di Sardegna (poi re d'Italia) |    |

## Duchesse consorti di Chiablese
Dei quattro Duchi detentori del titolo onorifico solo uno si sposò, Benedetto di Savoia, e perciò ci fu una sola Duchessa di Chiablese.
| Detentrice           | Ritratto | Stemma | Nascita          | In carica     | In carica      | Morte           | Matrimonio & Discendenza          | N. |
| Detentrice           | Ritratto | Stemma | Nascita          | Dal           | Al             | Morte           | Matrimonio & Discendenza          | N. |
| -------------------- | -------- | ------ | ---------------- | ------------- | -------------- | --------------- | --------------------------------- | -- |
| Maria Anna di Savoia |          |        | 17 dicembre 1757 | 19 marzo 1775 | 4 gennaio 1808 | 11 ottobre 1824 | Benedetto di Savoia nessun figlio |    |